# A1060 Sidecar

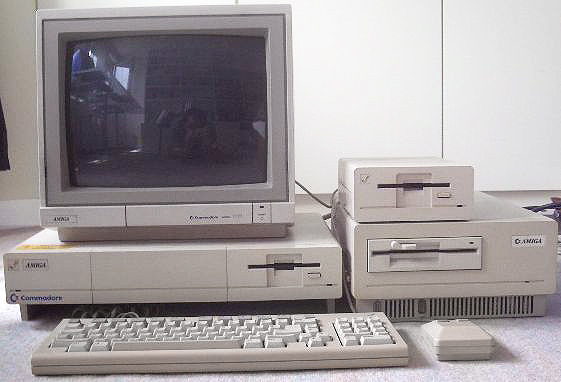
Amiga 1000 külső A1010 floppy meghajtóval és A1060 Sidecarral

Az A1060 Sidecar (röviden: Sidecar) egy a Commodore által 1986-ban kiadott hardverbővítmény az Amiga 1000 (A1000) számítógépmodellhez. Lényegét tekintve egy csaknem teljes IBM PC/XT-klón, mely az A1000 jobb oldali bővítőportjára csatlakoztatható, egy motorkerékpár oldalkocsijához (sidecar) hasonlóan.

## Jellemzők
A Sidecar IBM-kompatibilis része egy Intel 8088 processzor köré épül. Egy IBM PC-hez hasonlóan a bővítménynek is szüksége van I/O eszközök kezelésére, melyet ebben az esetben az Amiga végez a saját interfészein keresztül. Ide értendő a megjelenítő (TV vagy monitor), a billentyűzet, az egér, illetve a soros port és a párhuzamos port.
A PC és Amiga oldal közötti adatcserére szoftvert mellékeltek a Sidecarhoz, adattárolásra pedig gyári kiszerelésben egy 360 KB kapacitású 5.25"-es hajlékonylemez meghajtó szolgált. A háttértár mind MS-DOS-ból, mind pedig Workbenchből elérhető volt, így a két külön architekturájú számítógéprészt egyidejűleg lehetett kezelni.
- Processzor: 4.77 MHz órajelű Intel 8088[3]
- Memória: 256 KB RAM (bővíthető 512 KB-ra + 80 KB kettős busz memória /Dual Bus Memory/)[3]
- Grafika: Amiga-oldali beállítás szerint (használhat valós 8-bites ISA videókártyákat)
- Hang: Amiga-oldali beállítás szerint (használhat valós 8-bites ISA hangkártyát)
- Háttértár: 1db belső 5.25"-es meghajtó hely, (általában egy 360 KB 5.25"-es hajlékonylemez meghajtóval szerelve,[3] de opcionálisan merevlemez is beszerelhető) a Sidecar hátulján egy normál Amiga külső floppy meghajtó csatlakozó[4]
- Bővíthetőség: 3db 8-bites ISA csatlakozó (normál PC kártyák használatához)[3]
- Egyéb: Amiga oldali 86-tűs bővítőcsatlakozó illesztő;[3] foglalat Intel 8087 FPU opcionális behelyezéséhez[5][4]

## Történet
Az Amiga PC-kompatibilitása már a Commodore általi felvásárlás után, egészen a legelején felvetődött. Először tisztán szoftveres megoldásban gondolkodtak, mely a Transformer nevű emulátorban öltött testet 1986 márciusában. Mivel ennek működése meglehetősen lassú volt, így a grafikai megjelenítésre teljesen alkalmatlan, ezért elkezdtek tervezni egy az emulációt gyorsító hardvereszközt, mely azonban sohasem készült el, ugyanis egy idő után egy teljes értékű hardveres megoldás mellett döntöttek. Ez lett a Sidecar.
Bruce F. Webster a következőket írta még 1985 októberében a BYTE című újság hasábjain, miután személyesen is kipróbálta az Amigát:
| (angolul) „The 86-pin expansion port gives whatever is sitting out there complete control of the machine. The disk-controller hardware can already handle 5¼-inch drives ... the keyboard is sufficiently populated [to] support most MS-DOS programs, and the screen resolutions (320 by 200, etc.) are, by an amazing coincidence, identical to those for most IBM graphics cards. How hard would it be to build a box with the necessary CPU and ROMs that would turn the Amiga into an IBM-compatible machine? Not very hard, I would think—certainly not as hard as it has been for the folks at Dayna Communications to get MacCharlie, which attempts to get the Mac run MS-DOS software, up and running. ” | (magyarul)„A 86-tűs bővítő port lehetővé teszi a gép teljes körű vezérlését kívülről. A floppylemez-vezérlő 5¼ hüvelykes meghajtókat is tud kezelni (...) a billentyűzet kiépítettsége elegendő a legtöbb MS-DOS program támogatásához és képernyőfelbontások (320 x 200 stb.) - meglepő egybeeséssel - megegyeznek a legtöbb IBM grafikus kártyáéval. Mily nehéz is összerakni egy gépet a megfelelő CPU-val és ROM-okkal, mely képes az Amigát IBM-kompatibilis géppé változtatni? Úgy gondolom, nem túl nehéz, de annyira biztosan nem, mint a Dayna Communications embereinek, akik a MacCharlie-t alkották meg, kísérletként arra, hogy a Mac MS-DOS szoftvereket tudjon futtatni, működtetni. ” |
| – Bruce F. Webster | |

Beteljesült a "jóslat", amikor az Atlantában megrendezett COMDEX-en, 1986 májusában bejelentették a Sidecar megjelenését. Jerry Pournelle úgy fogalmazott, hogy a Sidecar "elsőrendű választás" és azt állította, hogy "hátborzongató volt látni, ahogy a PC-oldalon futó Flight Simulator mögött látható [az Amiga-oldalon] a pattogó labda, előterében pedig egy futó szövegszerkesztő program."
A Sidecart a braunschweigi Commodore Germany fejlesztette ki és gyártotta, mivel a Commodore által gyártott teljes PC-termékvonalat ők jegyezték és így nekik volt benne tapasztalatuk. A "Janus" névre keresztelt szoftveres illesztést ugyanakkor az amerikai R.J. Mical készítette, melynek a teszteléséhez a Microsoft Flight Simulatort használta. Németországban nagyságrendileg 3000 és 5000 közötti db került eladásra, világszerte pedig ennél is kevesebb.
Magas ára és kissé ormótlan kinézete mellett az is hátráltatta a szélesebb körben való elterjedését, hogy egyrészt az Amiga 1000 gyártási periódusának végén jelent meg, másrészt elektromosan igen, gyakorlatilag azonban nem volt kompatibilis a legnépszerűbbnek és legkeresettebbnek bizonyult Amiga 500-zal, harmadrészt pedig az Amiga 2000 gépházon belül oldotta meg a PC-kompatibilitást ún. bridge-kártya révén, mely szükségtelenné tette plusz nagyméretű periféria csatlakoztatását.